# طلال باغر
طلال باغر ملحن سعودي، ولد عام 1376هـ في مدينة جدة، وتوفي في 10 يونيو 2021، رأس لجنة الموسيقى في الجمعية العربية السعودية للثقافة والفنون في جدة، ولحن الكثير من الأعمال المميزة لفنانين سعوديين وعرب من أبرزهم طلال مداح ومحمد عبده وعبادي الجوهر وعبد المجيد عبد الله وديانا حداد وغيرهم.

## بداياته
أول لحن له كان مع الفنان علي عبد الكريم في أغنية (يا خلي)، ثم بعد ذلك قدم عملين مع طلال مداح هما: (عوافي) من كلمات يوسف رجب و (غريب حبك) من كلمات الأمير محمد العبد الله الفيصل.

## أعمال فنية من ألحانه
| الأغنية                   | الفنان              | كلمات             | مراجع |
| ------------------------- | ------------------- | ----------------- | ----- |
| عوافي                     | طلال مداح           | يوسف رجب          |       |
| غريب حبك                  | طلال مداح           | محمد العبد الفيصل |       |
| هدّي                       | طلال مداح           | سعود شربتلي       |       |
| الدنيا                    | طلال مداح           | أسعد عبد الكريم   |       |
| أول ما نبدا وش نقول       | طلال مداح           | أسعد عبد الكريم   |       |
| أحبه حيل                  | محمد عبده           | طلال الرشيد       | [ 5 ] |
| سنا الفضة                 | محمد عبده           | طلال الرشيد       |       |
| سيد الغنادير              | محمد عبده           | السامر            |       |
| جيتني مرحبا بك            | محمد عبده           | أسعد عبد الكريم   |       |
| عاتب الآمال               | محمد عبده           | طلال الرشيد       | [ 6 ] |
| يستاهل العز               | محمد عبده           | أسعد عبد الكريم   |       |
| ما في أغلى من بلادي       | محمد عبده           | سعود سالم         | [ 7 ] |
| ما نختلف                  | رابح صقر            | أحمد عبد الحق     |       |
| تواعدنا                   | عبد المجيد عبد الله | يوسف الغامدي      |       |
| أشر بإيدك                 | عبد المجيد عبد الله | أسعد عبد الكريم   |       |
| أنا مسافر                 | عبادي الجوهر        | سعود شربتلي       |       |
| وش غيرك                   | عبادي الجوهر        | بن عبود           |       |
| حبيتك                     | عبادي الجوهر        | ماجد المهنا       |       |
| حالي حال                  | عبادي الجوهر        | أحمد عبد الحق     |       |
| ما يكفيك                  | عبادي الجوهر        | سعود سالم         |       |
| ماخذ على خاطري            | عبادي الجوهر        | سعود سالم         | [ 8 ] |
| شفت القمر                 | سميرة سعيد          |                   |       |
| حبيّب                      | سميرة سعيد          | أسعد عبد الكريم   |       |
| غريبة                     | سميرة سعيد          |                   |       |
| أنت عسل                   | نادية مصطفى         | أنور الحريري      |       |
| أوبريت (حكامي أسود البيد) | محمد عمر طلال سلامة | سعود سالم         | [ 9 ] |

## جوائز
حصل على جائزة الأمير عبد العزيز بن سعد بن عبد العزيز آل سعود (بصمة) في نسختها الثالثة عام 2020 في فرع «إبداع».

## وفاته
توفي يوم الخميس 29 شوال 1442 هـ الموافق 10 يونيو 2021م، بسبب مرض فيروس كورونا، وبحسب التقارير الطبية، كان يعاني من وجود بكتيريا في الدم، تسببت في هبوط في الدورة الدموية، مما عرض حالته الصحية للانتكاس. ونعاه ولده «ريان» على حسابه على موقع تويتر: «بقلوب مؤمنة بقضاء الله وقدره، وببالغ الحزن والأسى أنعى والدي وحبيبي وروحي طلال محمد باغر، أشوفك في الجنة يا أبويا، إنا لله وإنا إليه راجعون»، كما نعته جمعية الثقافة والفنون بجدة: «سائلة الله سبحانه وتعالى الرحمة والمغفرة للفقيد».